# جون هيل (لاعب كرة قاعدة)
جون هيل (بالإنجليزية: John Hill)‏ هو لاعب كرة قاعدة أمريكي، ولد في 1876 في فيلادلفيا في الولايات المتحدة، وتوفي بنفس المكان في 1 أكتوبر 1922.